# Buffertformeln
Buffertformeln eller Henderson-Hasselbalch-ekvationen är en formel för beräkningen av pH i en buffertlösning. Den kan skrivas som
{\displaystyle {\textrm {pH}}={\textrm {p}}K_{\textrm {a}}+\log _{10}{\frac {[{\textrm {A}}^{-}]}{[{\textrm {HA}}]}}}
där [A–] är koncentrationen av buffertens basform och [HA] är koncentrationen av buffertens syraform. I formeln ingår också buffertens pKa. En mer precis form av buffertformeln använder aktiviteter istället för koncentrationer.

## Historia
Lawrence Joseph Henderson beskrev 1908 en ekvation för kolsyras buffertverkan. Karl Albert Hasselbalch skrev 1916 om ekvationen på logaritmform och med S.P.L. Sørensens pH-beteckning, vilket ledde till buffertformeln som vi känner den idag.

## Härledning
Härledningen av buffertformeln utgår från buffertens syras syrakonstant. Syran HA och basen A− (från något salt) blandas med vatten (H2O) i sådana proportioner att syrakoncentrationen är låg. I lösningen finns då jämvikten:
{\displaystyle \mathrm {HA} +\mathrm {H_{2}O} \rightleftharpoons \mathrm {A^{-}} +\mathrm {H_{3}O^{+}} }
Formeln för syrakonstanten blir då: 
{\displaystyle K_{\textrm {a}}={\dfrac {\{\mathrm {H_{3}O^{+}} \}\cdot \{\mathrm {A^{-}} \}}{\{\mathrm {HA} \}\cdot \{\mathrm {H_{2}O} \}}}}
där
- {H3O+} = hydroniumjonens aktivitet.
- {A−} = basens aktivitet.
- {HA} = syrans aktivitet.
- {H2O} = vattnets aktivitet.

Eftersom vattenkoncentrationen i de flesta fall vida överstiger de andra koncentrationerna (och därmed aktiviteterna) kan den sättas till 1, därmed kan ekvationen skrivas om till:
{\displaystyle K_{\textrm {a}}={\dfrac {\{\mathrm {H_{3}O^{+}} \}\cdot \{\mathrm {A^{-}} \}}{\{\mathrm {HA} \}}}}
som i sin tur kan skrivas om till:
{\displaystyle \{\mathrm {H_{3}O^{+}} \}={\dfrac {K_{\textrm {a}}\cdot \{\mathrm {HA} \}}{\{\mathrm {A^{-}} \}}}}
Genom att ta 10-logaritmen på båda sidor och ta de negativa värdena erhålls:
{\displaystyle -\log _{10}\{\mathrm {H_{3}O^{+}} \}=-\log _{10}{\dfrac {K_{\textrm {a}}\cdot \{\mathrm {HA} \}}{\{\mathrm {A^{-}} \}}}=-\log _{10}K_{\textrm {a}}+\log _{10}{\dfrac {\{\mathrm {A^{-}} \}}{\{\mathrm {HA} \}}}}
där man i den senare likheten utnyttjar logaritmlagarna. För utspädda lösningar är −log10{H3O+} = pH, och genom att använda beteckningen p för −log10 får vi:
{\displaystyle \mathrm {pH} =\mathrm {p} K_{\textrm {a}}+\log _{10}{\dfrac {\{\mathrm {A^{-}} \}}{\{\mathrm {HA} \}}}}
För att använda koncentrationer görs approximationen:
{\displaystyle {\dfrac {\{\mathrm {A^{-}} \}}{\{\mathrm {HA} \}}}\approx {\dfrac {[\mathrm {A^{-}} ]}{[\mathrm {HA} ]}}}